# フランク・スターリングの心臓の法則

フランク・スターリングの心臓の法則（フランク・スターリングのしんぞうのほうそく、law of Frank-StarlingもしくはStarling's law of the heart）は20世紀初頭、イギリスの生理学者アーネスト・ヘンリー・スターリングとオットー・フランクによって発見された心筋運動の法則。スターリングは「心筋の収縮エネルギー（仕事）は心筋線維の初期長に比例する」と表現している。つまり、心臓のポンプ機能としての運動能力は心筋がどの程度伸びるかによるということである。

## 概説
心臓のポンプ機能としての運動能力、つまりどれだけの血液を送り出せるのかということは心臓がどの程度伸縮するかによる。その伸縮はその心臓が直前の運動でどの程度心筋が伸びた状態で終了したかによるということである。つまり、最終弛緩時の心筋長に正比例して次に起こる心筋収縮能力が変化するということである。
心筋の収縮は、アクチンフィラメントとミオシンフィラメントとが連結橋（cross-bridge）を形成し、連結橋で発生する力がフィラメントを互いに滑走させるために起こる。筋節（サルコメア）の長さは、力を発生させる連結橋の数と密接に関係があることから、発生張力を決める。これがこの法則の基礎と考えられている。
具体的には、心臓が運動終了時点で内部に運動終了時点での心臓内にある血液の平均量以上の血液がある場合（つまり前回の心臓の運動による排出量が比較的少量だった場合）、心筋が平均長よりも長い状態で運動が終了することとなる。このとき次の心筋運動のとき、フランク・スターリングの心臓の法則によると心臓の収縮率が高くなり血液排出量が前回運動時よりも多くなるということである。ただし、心不全、特発性拡張型心筋症など心臓に何らかの異常が生じている場合はこの法則が適用されない場合がある。

## 備考
フランクはスターリング以前にカエルの心筋の研究を行った。